# Messerschmitt-Bölkow-Blohm
Messerschmitt-Bölkow-Blohm GmbH (kort MBB) var en tysk luft- och rymdfartkoncern. 

## Historia

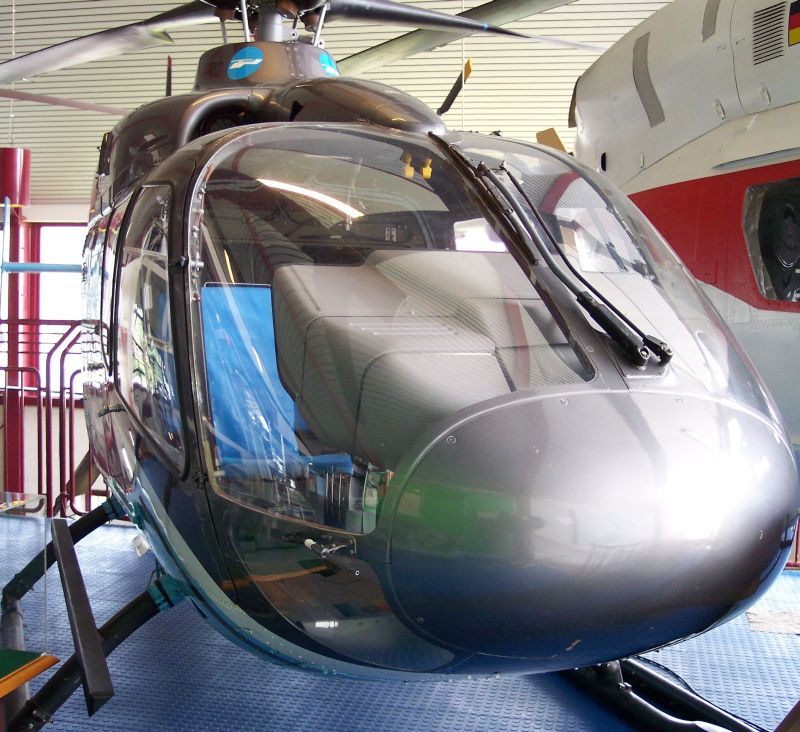
MBB Bo 108, även känd under namnet Eurocopter EC 135

Messerschmitt-Bölkow-Blohm skapades då Messerschmitt tog över Bölkow 1968 och följande år fusionerades med Hamburger Flugzeugbau GmbH (1969), ett dotterbolag till Blohm & Voss. 1989 togs MBB över av Daimler-Benz dotterbolag DASA. DASA och MBB ingår sedan 2000 i den europeiska luft- och rymdfartkoncernen EADS. MBB och DASA var som självständiga företag Tysklands största rustningsindustrier. 
År 1980 började MBB att tillverka vindkraftverk och satsningen var främst på enbladiga verk. Monopteros 20 har en rotordiameter på 12,5 meter och har en maxeffekt på 25 kW. Senare utvecklade verk var M30 och M50 som hade maxeffekter på 200 kW respektive 1 000 kW. Dessa verk utvecklades i samarbete med det italienska företaget Riva Calzoni. Anledningen till att enbladiga verk aldrig slagit igenom är det de är svårplacerade med tanke på ljud- och skuggbild.